# James Marsters

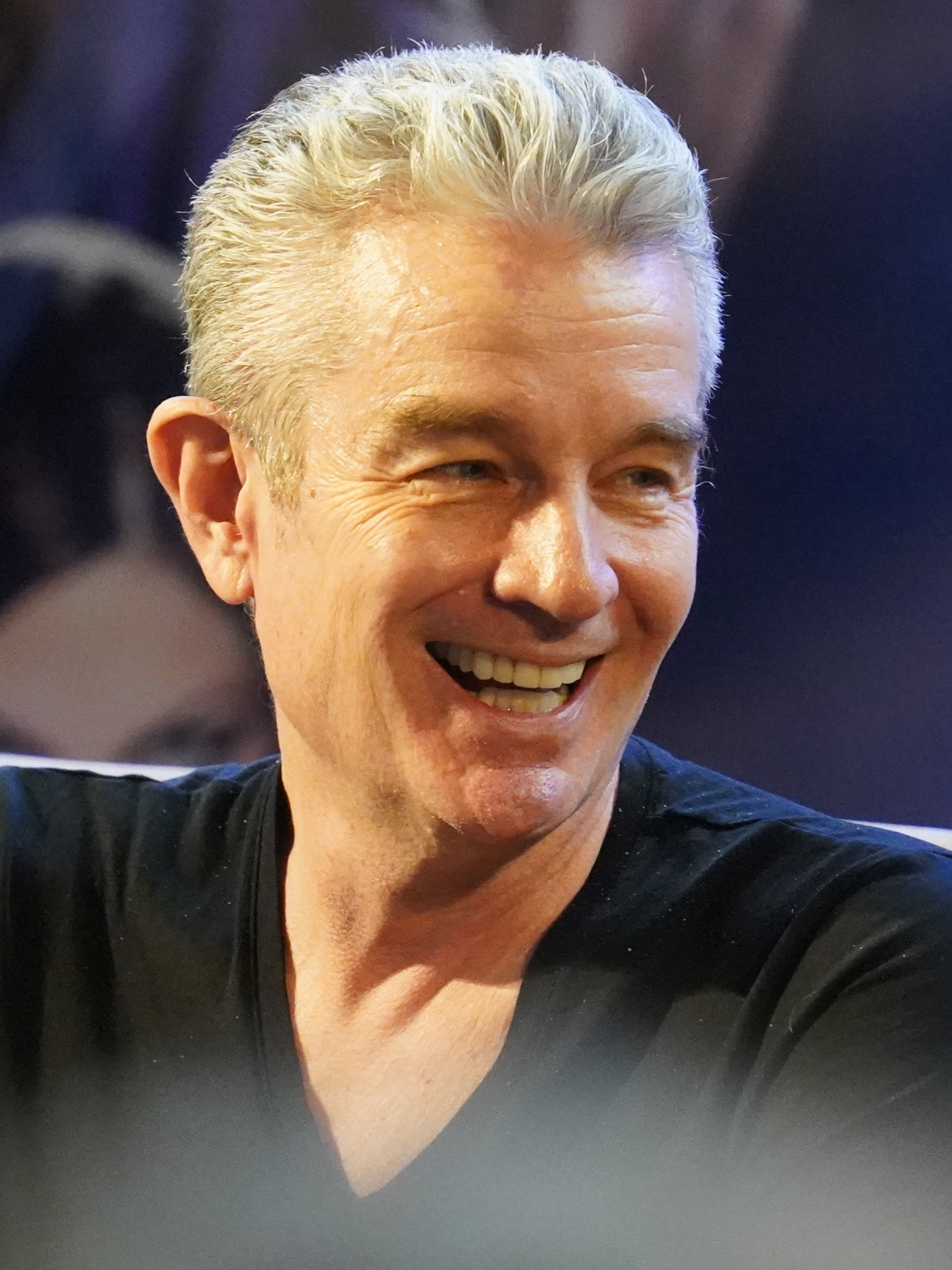
James Marsters (2023)

James Wesley Marsters (* 20. August 1962 in Greenville, Kalifornien) ist ein US-amerikanischer Schauspieler und Musiker. Bekannt wurde er durch die Rolle des platinblonden Vampirs Spike in der Fernsehserie Buffy – Im Bann der Dämonen. Zudem wirkte er in der finalen Staffel von Angel – Jäger der Finsternis in eben genannter Rolle mit.

## Leben
James Marsters wuchs zusammen mit seinem Bruder Paul und seiner Schwester Susan in Modesto auf, war mit der Schauspielerin Liane Davidson verheiratet und ist seit einigen Jahren wieder geschieden. Er hat seit 2004 eine deutsche Freundin, Patricia, der er bereits einige Songs sowie sein komplettes zweites Soloalbum widmete. Am 14. Januar 2011 fand die Hochzeit des Paares in Los Angeles statt. Im Februar 2021 reichte das Paar nach fast 10 Jahren Ehe die Scheidung ein.
Nach dem Abschluss der Davis High School besuchte er die Theaterschulen Juilliard School, Pacific Conservatory of the Performing Arts und das American Conservatory Theater. Er arbeitete etwa 10 Jahre als Schauspieler am Theater, u. a. in New York, Chicago und Seattle. In den 1990ern zog er dann nach Los Angeles um seine Karriere als Filmschauspieler zu beginnen.
Nach mehreren Nebenrollen, u. a. in der Serie Ausgerechnet Alaska, gelang ihm mit der Rolle des Vampirs Spike in der Serie Buffy – Im Bann der Dämonen der Durchbruch. 1999 beteiligte er sich als Schreiber an dem Comic zur Serie Buffy the Vampire Slayer: Spike & Dru, das in den USA von Dark Horse Comics veröffentlicht wurde. Im Jahr 2001 konnte Marsters sein gesangliches Talent in einer Musical-Episode, Noch einmal mit Gefühl, in der Serie Buffy – Im Bann der Dämonen unter Beweis stellen. In seiner Rolle als Spike trat er auch in der letzten Staffel von Angel – Jäger der Finsternis auf.
Zudem war Marsters der Leadsänger der US-amerikanischen Band Ghost of the Robot, die neben dem Album Mad Brillant auch drei Singles (Valerie, David Letterman, New Man) sowie die EP „it’s nothing“ veröffentlicht hat. Im Juni 2004 gab James Marsters die Auflösung der Band bekannt, betrat aber bereits zu Halloween desselben Jahres wieder mit Gitarre die Bühne in London, dieses Mal als Solo-Künstler.

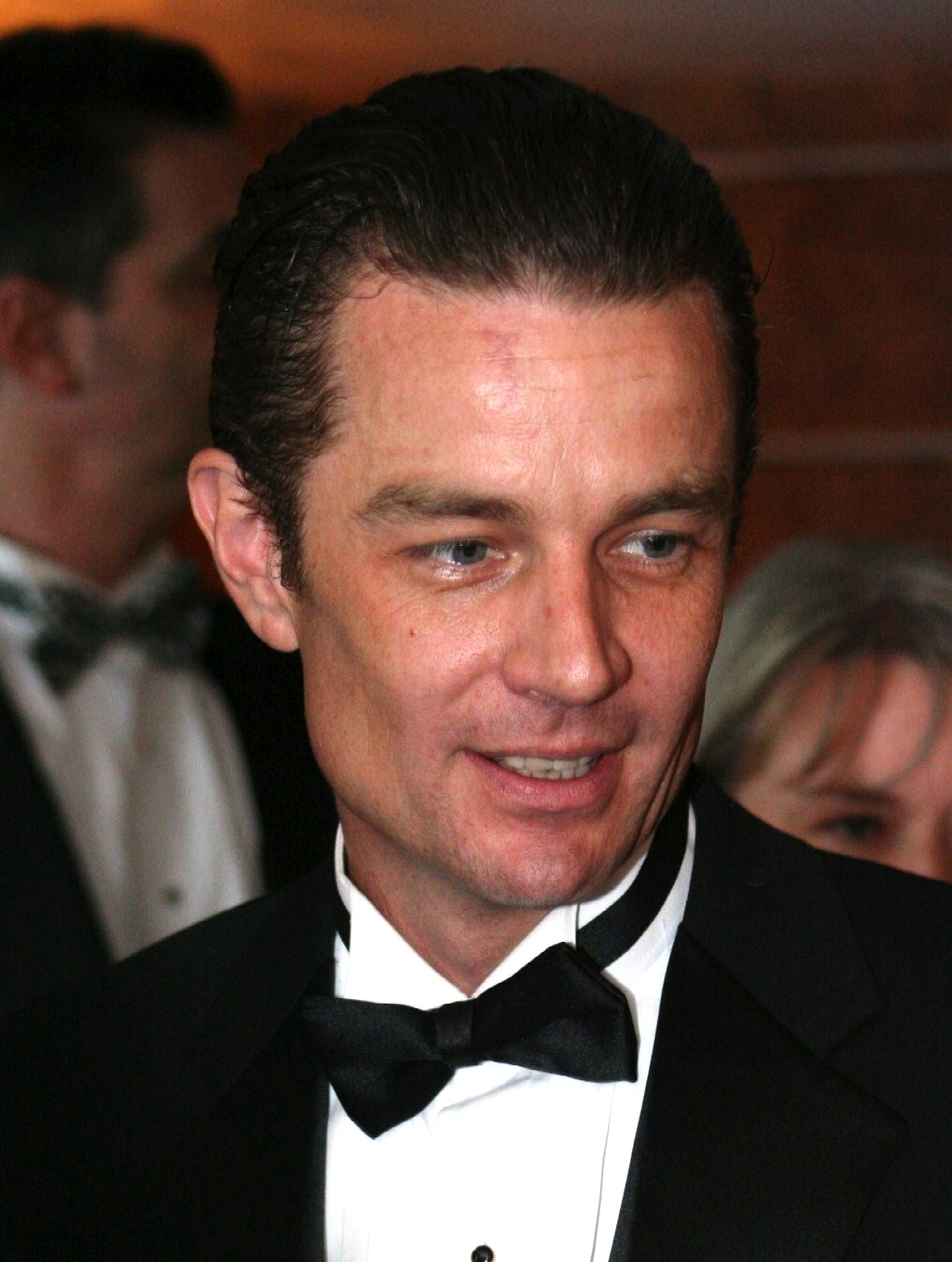
James Marsters (2006)

2005 veröffentlichte er sein Album Civilized Man und ging im April auf Tour durch Großbritannien. Weitere Konzertauftritte und eine Theaterperformance folgten im Oktober desselben Jahres. Er wirkte bei dem Film Shadow Puppets als einer der Hauptdarsteller mit.
Im Frühjahr 2007 ging James Marsters für ein paar Auftritte nach London und war auf der Collectormania 11 in Milton Keynes (UK) anzutreffen. Im Oktober 2007 veröffentlichte er sein zweites Soloalbum Like a Waterfall.
In neun Folgen von Smallville spielte er den Androiden Brainiac, alias „Prof. Milton Fine“. Außerdem ist er in der 2. Staffel des Doctor-Who-Ablegers Torchwood als „Captain John Hart“ zu sehen.
In dem 2007 produzierten und im März 2008 erstmals im US-Fernsehen ausgestrahlten Zweiteiler The Capture of the Green River Killer (dt. Green River: Die Spur des Killers) spielt er in einer Nebenrolle den Serienmörder Ted Bundy.
Im Januar 2008 startete der Film P.S. Ich liebe Dich in den deutschen Kinos. In dem 2009 erschienenen Kinofilm Dragonball Evolution ist er in der Rolle des Piccolo zu sehen.
Seit 2002 ist James Marsters auch ein gefragter Hörbuchsprecher. Er hat alle bisher erschienenen Bände der Dresden Files von Jim Butcher, die drei Bände der Steampunk-Reihe Vampire Empire von Clay & Susan Griffith und den Fantasyroman Carnival Of Secrets (ursprünglicher Titel: Carnival Of Souls) von Melissa Marr eingelesen.

## Filmografie (Auswahl)

### Spielfilme
- 1998: Winding Roads
- 1999: Haunted Hill (The House on Haunted Hill)
- 2001: The Enforcers
- 2002: Chance
- 2005: Cool Money
- 2007: Shadow Puppets
- 2007: P.S. Ich liebe Dich (P.S. I Love You)
- 2007: Dark Shadows (Shadow Puppets)
- 2008: Green River: Die Spur des Killers (The Capture of the Green River Killer, Fernsehmehrteiler)
- 2009: Moonshot
- 2009: High Plains Invaders
- 2009: Dragonball Evolution
- 2011: Three Inches
- 2015: Dragon Warriors
- 2016: Dem Glück so nah (New Life)

### Fernsehserien
- 1992–1993: Ausgerechnet Alaska (Northern Exposure, Folgen 3x21, 4x14)
- 1997–2003: Buffy – Im Bann der Dämonen (Buffy the Vampire Slayer, 97 Folgen)
- 1999: Millennium – Fürchte deinen Nächsten wie Dich selbst (Millennium, Folge 3x11)
- 1999–2004: Angel – Jäger der Finsternis (Angel, 24 Folgen)
- 2001: Andromeda (Folge 2x09)
- 2005–2010: Smallville (14 Folgen)
- 2007–2008: Without a Trace – Spurlos verschwunden (Without a Trace, 4 Folgen)
- 2008: Torchwood (3 Folgen)
- 2008: Star Wars: The Clone Wars (Folge 1x09, Sprechrolle)
- 2009: Numbers – Die Logik des Verbrechens (NUMB3RS, Folge 5x15)
- 2010: Caprica (4 Folgen)
- 2010: Lie to Me (Folge 2x02)
- 2010–2011, 2014, 2020: Hawaii Five-0 (5 Folgen)
- 2011: Supernatural (Folge 7x05)
- 2013: Warehouse 13 (3 Folgen)
- 2014: Witches of East End (7 Folgen)
- 2017–2019: Marvel’s Runaways (31 Folgen)
- 2020: The Order (Folgen 2x05–2x06)
- 2021: Leverage 2.0 (Leverage: Redemption, Folge 1x12)
- 2023: Casa Grande (3 Folgen)